# 1982年
1982年（1982 ねん）は、西暦（グレゴリオ暦）による、金曜日から始まる平年。昭和57年。
この項目では、国際的な視点に基づいた1982年について記載する。

## 他の紀年法
- 干支：壬戌（みずのえ いぬ）
- 日本（月日は一致）
  - 昭和57年
  - 皇紀2642年
- 大韓民国（月日は一致）
  - 檀紀4315年
- 中華民国（月日は一致）
  - 中華民国71年
- 朝鮮民主主義人民共和国（月日は一致）
  - 主体71年
- 仏滅紀元：2524年 - 2525年
- イスラム暦：1402年3月5日 - 1403年3月15日
- ユダヤ暦：5742年4月6日 - 5743年4月15日
- Unix Time：378691200 - 410227199
- 修正ユリウス日 (MJD)：44970 - 45334
- リリウス日 (LD)：145811 - 146175

※主体暦は、朝鮮民主主義人民共和国で1997年に制定された。

## カレンダー
| 1月 |    |    |    |    |    |    |
| 日  | 月 | 火 | 水 | 木 | 金 | 土 |
|     |    |    |    |    | 1  | 2  |
| 3   | 4  | 5  | 6  | 7  | 8  | 9  |
| 10  | 11 | 12 | 13 | 14 | 15 | 16 |
| 17  | 18 | 19 | 20 | 21 | 22 | 23 |
| 24  | 25 | 26 | 27 | 28 | 29 | 30 |
| 31  |    |    |    |    |    |    |
|     |    |    |    |    |    |    |

| 2月 |    |    |    |    |    |    |
| 日  | 月 | 火 | 水 | 木 | 金 | 土 |
|     | 1  | 2  | 3  | 4  | 5  | 6  |
| 7   | 8  | 9  | 10 | 11 | 12 | 13 |
| 14  | 15 | 16 | 17 | 18 | 19 | 20 |
| 21  | 22 | 23 | 24 | 25 | 26 | 27 |
| 28  |    |    |    |    |    |    |
|     |    |    |    |    |    |    |

| 3月 |    |    |    |    |    |    |
| 日  | 月 | 火 | 水 | 木 | 金 | 土 |
|     | 1  | 2  | 3  | 4  | 5  | 6  |
| 7   | 8  | 9  | 10 | 11 | 12 | 13 |
| 14  | 15 | 16 | 17 | 18 | 19 | 20 |
| 21  | 22 | 23 | 24 | 25 | 26 | 27 |
| 28  | 29 | 30 | 31 |    |    |    |
|     |    |    |    |    |    |    |

| 4月 |    |    |    |    |    |    |
| 日  | 月 | 火 | 水 | 木 | 金 | 土 |
|     |    |    |    | 1  | 2  | 3  |
| 4   | 5  | 6  | 7  | 8  | 9  | 10 |
| 11  | 12 | 13 | 14 | 15 | 16 | 17 |
| 18  | 19 | 20 | 21 | 22 | 23 | 24 |
| 25  | 26 | 27 | 28 | 29 | 30 |    |
|     |    |    |    |    |    |    |

| 5月 |    |    |    |    |    |    |
| 日  | 月 | 火 | 水 | 木 | 金 | 土 |
|     |    |    |    |    |    | 1  |
| 2   | 3  | 4  | 5  | 6  | 7  | 8  |
| 9   | 10 | 11 | 12 | 13 | 14 | 15 |
| 16  | 17 | 18 | 19 | 20 | 21 | 22 |
| 23  | 24 | 25 | 26 | 27 | 28 | 29 |
| 30  | 31 |    |    |    |    |    |
|     |    |    |    |    |    |    |

| 6月 |    |    |    |    |    |    |
| 日  | 月 | 火 | 水 | 木 | 金 | 土 |
|     |    | 1  | 2  | 3  | 4  | 5  |
| 6   | 7  | 8  | 9  | 10 | 11 | 12 |
| 13  | 14 | 15 | 16 | 17 | 18 | 19 |
| 20  | 21 | 22 | 23 | 24 | 25 | 26 |
| 27  | 28 | 29 | 30 |    |    |    |
|     |    |    |    |    |    |    |

| 7月 |    |    |    |    |    |    |
| 日  | 月 | 火 | 水 | 木 | 金 | 土 |
|     |    |    |    | 1  | 2  | 3  |
| 4   | 5  | 6  | 7  | 8  | 9  | 10 |
| 11  | 12 | 13 | 14 | 15 | 16 | 17 |
| 18  | 19 | 20 | 21 | 22 | 23 | 24 |
| 25  | 26 | 27 | 28 | 29 | 30 | 31 |
|     |    |    |    |    |    |    |

| 8月 |    |    |    |    |    |    |
| 日  | 月 | 火 | 水 | 木 | 金 | 土 |
| 1   | 2  | 3  | 4  | 5  | 6  | 7  |
| 8   | 9  | 10 | 11 | 12 | 13 | 14 |
| 15  | 16 | 17 | 18 | 19 | 20 | 21 |
| 22  | 23 | 24 | 25 | 26 | 27 | 28 |
| 29  | 30 | 31 |    |    |    |    |
|     |    |    |    |    |    |    |

| 9月 |    |    |    |    |    |    |
| 日  | 月 | 火 | 水 | 木 | 金 | 土 |
|     |    |    | 1  | 2  | 3  | 4  |
| 5   | 6  | 7  | 8  | 9  | 10 | 11 |
| 12  | 13 | 14 | 15 | 16 | 17 | 18 |
| 19  | 20 | 21 | 22 | 23 | 24 | 25 |
| 26  | 27 | 28 | 29 | 30 |    |    |
|     |    |    |    |    |    |    |

| 10月 |    |    |    |    |    |    |
| 日   | 月 | 火 | 水 | 木 | 金 | 土 |
|      |    |    |    |    | 1  | 2  |
| 3    | 4  | 5  | 6  | 7  | 8  | 9  |
| 10   | 11 | 12 | 13 | 14 | 15 | 16 |
| 17   | 18 | 19 | 20 | 21 | 22 | 23 |
| 24   | 25 | 26 | 27 | 28 | 29 | 30 |
| 31   |    |    |    |    |    |    |
|      |    |    |    |    |    |    |

| 11月 |    |    |    |    |    |    |
| 日   | 月 | 火 | 水 | 木 | 金 | 土 |
|      | 1  | 2  | 3  | 4  | 5  | 6  |
| 7    | 8  | 9  | 10 | 11 | 12 | 13 |
| 14   | 15 | 16 | 17 | 18 | 19 | 20 |
| 21   | 22 | 23 | 24 | 25 | 26 | 27 |
| 28   | 29 | 30 |    |    |    |    |
|      |    |    |    |    |    |    |

| 12月 |    |    |    |    |    |    |
| 日   | 月 | 火 | 水 | 木 | 金 | 土 |
|      |    |    | 1  | 2  | 3  | 4  |
| 5    | 6  | 7  | 8  | 9  | 10 | 11 |
| 12   | 13 | 14 | 15 | 16 | 17 | 18 |
| 19   | 20 | 21 | 22 | 23 | 24 | 25 |
| 26   | 27 | 28 | 29 | 30 | 31 |    |
|      |    |    |    |    |    |    |

## できごと

### 1月
- 1月6日 - 第二十八あけぼの丸がベーリング海で沈没。32人が死亡。
- 1月13日 - アメリカ・ワシントン国際空港を吹雪の中、現地時間16時過ぎに離陸したエア・フロリダ90便が、直後に氷結したポトマック川に墜落（エア・フロリダ90便墜落事故）。

### 2月
- 2月8日 - ホテルニュージャパン火災
- 2月9日 - 日本航空350便墜落事故（日航羽田沖墜落事故、日航逆噴射事故）
- 2月28日 - 岡本綾子がゴルフのアメリカLPGAツアーで初優勝[1]。

### 3月
- 3月18日 - 釜山アメリカ文化院放火事件
- 3月27日 - 韓国プロ野球が開始。
- 3月29日 - メキシコのエルチチョン山が大噴火。火砕流が発生した他、エアロゾルで世界の平均気温が0.3℃程低下。死者2000人以上（1万7000人が犠牲になったとされる資料もあり）。

### 4月
- 4月2日 - アルゼンチン軍がイギリスと領有権を争っていたフォークランド諸島を占領（フォークランド紛争勃発）。
- 4月26日 - 大韓民国南部の慶尚南道宜寧郡宮柳面で警察官の禹範坤がM2カービン銃2丁と実弾180発、手榴弾7発を使って57人を殺害する。

### 5月
- 5月8日 - F1・ベルギーGPでジル・ヴィルヌーヴが事故死。
- 5月17日 - 荃湾線全綫開業。
- 5月28日 - ローマ教皇ヨハネ・パウロ2世がイギリスを訪問。カトリック教会とイングランド国教会が450年ぶりに和解。
- 5月30日 - メジャーリーグベースボールでカル・リプケン・ジュニアが同日の試合から1998年9月20日まで2632試合連続出場の世界記録を成し遂げる。

### 6月
- 6月4日 - 第8回サミット開催（6.6ベルサイユ宣言）。
- 6月6日 - イスラエルがレバノン侵攻開始。
- 6月8日 - ロッキード事件全日空ルートの裁判で橋本登美三郎、佐藤孝行（いずれも政治家）の2人に実刑判決。
- 6月13日 - スペイン、1982 FIFAワールドカップ開催（ - 7月11日）。
- 6月14日 - フォークランド紛争終結（フォークランド諸島の領有権はイギリスが獲得）。
- 6月22日 - IBM社のコンピュータ情報を不法入手したとして、アメリカ連邦捜査局（FBI）は日立製作所と三菱電機の社員6人をおとり捜査で逮捕（IBM産業スパイ事件）。
- 6月24日 - ブリティッシュ・エアウェイズ9便エンジン故障事故

### 7月
- 7月14日 - レフチェンコKGB少佐が米下院の秘密聴聞会で工作活動を暴露。（レフチェンコ事件）
- 7月23日 - 国際捕鯨委員会で1986年からの商業捕鯨全面禁止案が採択。

### 8月
- 8月17日 - フィリップスが世界初のCDを製造。ABBAの項目参照。

### 9月
- 9月14日 - モナコ公国のグレース・ケリー大公妃が自動車事故死。

### 10月
- 10月1日
  - ソニーが世界初のCDプレーヤー、「CDP-101」発売。CDソフト50タイトルも同時発売。
  - 西ドイツでヘルムート・シュミット首相が議会で不信任となり退陣。ドイツキリスト教民主同盟党首のヘルムート・コールが首相に就任。
- 10月14日 - この日の24時をもって、グレゴリオ暦が施行以来初めて一巡。
- 10月19日 - デロリアン・モーター・カンパニー (DMC) が倒産。

### 11月
- 11月10日 - ソ連のレオニード・ブレジネフ書記長死去。後任にユーリ・アンドロポフ第二書記が就任。

### 日付不詳
- アメリカの集団食中毒でO157が見つかる。

## 芸術・文化

### 音楽
- ホール&オーツ「アイ・キャント・ゴー・フォー・ザット」
- イヴリン・キング「ラブ・カム・ダウン」[2]
- ウィリー・ネルソン「オールウェイズ・オン・マイ・マインド」
- ドナルド・フェイゲン「I.G.Y.」
- デニース・ウィリアムズ「イッツ・ゴナ・テイク・ア・ミラクル」
- デバージ「アイ・ライク・イット」
- ダズ・バンド「レット・イット・ホイップ」

### 映画
- 初体験リッジモンドハイ
- 愛と青春の旅立ち

## スポーツ

### サッカー
- 1982 FIFAワールドカップ 優勝 イタリア（3回目）
  - ジーコらを擁するブラジルは第2ラウンドでイタリアに敗れ敗退

### モータースポーツ
- F1 世界選手権
  - ドライバーズ・チャンピオン ケケ・ロズベルグ
  - 第5戦ベルギーGPにてジル・ヴィルヌーヴが事故死。また、第8戦カナダGPではリカルド・パレッティが事故死。
- 世界耐久選手権・日本大会開催。5年ぶりの世界選手権日本開催。イクス/マス組ポルシェ・956が優勝。
- ロードレース世界選手権
  - 500cc フランコ・ウンチーニ

## 誕生

### 1月
- 1月1日 - ダビド・ナルバンディアン、テニス選手
- 1月5日 - 青木宣親、プロ野球選手
- 1月5日 - ドゥシャン・ルジック、野球選手
- 1月5日 - ヤニツァ・コステリッチ、アルペンスキー選手
- 1月6日 - エディ・レッドメイン、俳優
- 1月6日 - ギルバート・アリナス、バスケットボール選手
- 1月7日 - フランシスコ・ロドリゲス、メジャーリーガー
- 1月7日 - 梁勇基、サッカー選手
- 1月8日 - バッドラック・ファレ、元ラグビーユニオン選手、プロレスラー
- 1月9日 - キャサリン (プリンセス・オブ・ウェールズ)
- 1月9日 - トニー・ペーニャ、プロ野球選手
- 1月10日 - 福圓美里、声優
- 1月11日 - ソン・イェジン、女優
- 1月12日 - ドントレル・ウィリス、メジャーリーガー
- 1月15日 - アーマンド・ガララーガ、元メジャーリーガー
- 1月15日 - ビクトル・バルデス、サッカー選手
- 1月17日 - ドウェイン・ウェイド、バスケットボール選手
- 1月18日 - バレー、サッカー選手
- 1月21日 - アドリアーノ・フェヘイラ・マルティンス、サッカー選手
- 1月21日 - 潮崎豪、プロレスラー
- 1月22日 - ファブリシオ・コロッチーニ、サッカー選手
- 1月23日 - ウィリー・モー・ペーニャ、メジャーリーガー
- 1月25日 - 櫻井翔、タレント、歌手、俳優、嵐
- 1月25日 - ノエミ、イタリアの歌手
- 1月26日 - 綾野剛、俳優
- 1月26日 - 小柳ゆき、歌手
- 1月26日 - 村上信五、タレント、歌手、俳優、関ジャニ∞
- 1月27日 - ゼウス、元ボディビルダー、プロレスラー
- 1月29日 - 田村圭生、俳優
- 1月31日 - アラン・マクレガー、サッカー選手
- 1月31日 - ユニエスキー・ベタンコート、プロ野球選手

### 2月
- 2月1日 - ジーン・マチー、メジャーリーガー
- 2月1日 - ライアン・ウィング、プロ野球選手
- 2月4日 - クリス・セイビン、プロレスラー
- 2月5日 - 小林ゆう、声優
- 2月5日 - ロドリゴ・パラシオ、サッカー選手
- 2月6日 - アリス・イヴ、女優
- 2月6日 - 白露山佑太、大相撲力士
- 2月7日 - ミカエル・ピートラス、バスケットボール選手
- 2月7日 - 向井理、日本の俳優
- 2月9日 - ジャミーア・ネルソン、バスケットボール選手
- 2月10日 - ジャスティン・ガトリン、陸上競技選手
- 2月10日 - ハ・ソクジン、俳優
- 2月10日 - 細谷佳正、声優
- 2月11日 - クリスティアン・マッジョ、サッカー選手
- 2月13日 - 阿部力、俳優
- 2月16日 - ルーペ・フィアスコ、ラッパー
- 2月17日 - アドリアーノ・レイテ・リベイロ、サッカー選手
- 2月17日 - ユニエスキ・グリエル、野球選手
- 2月21日 - アレクサンドル・マルクンツォフ、フィギュアスケート選手
- 2月22日 - ケリー・ジョンソン、メジャーリーガー
- 2月22日 - スザンナ・ポイキオ、フィギュアスケート選手
- 2月25日 - 大谷雅恵、元メロン記念日、歌手、女優
- 2月26日 - ソン・ヘギョ、女優
- 2月26日 - 李娜、テニス選手
- 2月28日 - ナタリア・ヴォディアノヴァ、スーパーモデル
- 2月28日 - フロリアン・ユスト、フィギュアスケート選手

### 3月
- 3月2日 - ケヴィン・クラニー、サッカー選手
- 3月2日 - フェドール・アンドレーエフ、フィギュアスケート選手
- 3月2日 - ベン・ロスリスバーガー、アメリカンフットボール選手
- 3月4日 - ランドン・ドノバン、サッカー選手
- 3月5日 - ダン・カーター、ラグビーユニオン選手
- 3月7日 - 山川恵里佳、タレント
- 3月10日 - クワミ・ブラウン、バスケットボール選手
- 3月11日 - ソーラ・バーチ、女優
- 3月11日 - ブライアン・アンダーソン、メジャーリーガー
- 3月12日 - 佐々木義人、元プロレスラー
- 3月15日 - ウィルソン・キプサング・キプロティチ、マラソン選手
- 3月15日 - 中村ゆり、女優
- 3月16日 - ブライアン・ウィルソン、メジャーリーガー
- 3月17日 - スティーヴン・ピーナール、サッカー選手
- 3月18日 - チャド・コルデロ、メジャーリーガー
- 3月18日 - ティモ・グロック、F1レーサー
- 3月20日 - ジョゼ・モレイラ、サッカー選手
- 3月20日 - トマシュ・クシュチャク、サッカー選手
- 3月21日 - アーロン・ヒル、メジャーリーガー
- 3月23日 - アフマド・ハールーン、政治家
- 3月24日 - ロビンソン・テヘダ、メジャーリーガー
- 3月24日 - マギヌン・ラファエル・ファリアス・タバレス、サッカー選手
- 3月26日 - ブレンダン・ライアン、メジャーリーガー
- 3月26日 - ミケル・アルテタ、サッカー選手
- 3月29日 - 滝沢秀明、俳優、歌手、タレント
- 3月30日 - フィリップ・メクセス、サッカー選手
- 3月30日 - レスリー・アンダーソン、プロ野球選手

### 4月
- 4月1日 - アンドレアス・トルキルドセン、陸上競技選手
- 4月1日 - タラン・キラム、俳優、声優、コメディアン
- 4月2日 - マルコ・アメリア、サッカー選手
- 4月10日 - アンドレ・イーシアー、メジャーリーガー
- 4月13日 - ヨハン・クロンジェ、陸上競技選手
- 4月14日 - ジョシュ・ホワイトセル、プロ野球選手
- 4月16日 - ジョー・ドーリング、プロレスラー
- 4月17日 - イ・ジュンギ、俳優
- 4月21日 - ウェイン・ラングレン、野球選手
- 4月21日 - Kagetora、プロレスラー
- 4月21日 - マキシモ・ネルソン、プロ野球選手
- 4月22日 - アンドリュー・グラハム、野球選手
- 4月22日 - カカ (サッカー選手)
- 4月22日 - 下屋則子、声優
- 4月23日 - ケリー・クラークソン、歌手
- 4月23日 - タイオ・クルーズ、歌手
- 4月27日 - マルク・ラマッキア、野球選手
- 4月30日 - キルスティン・ダンスト、女優
- 4月30日 - スティーブ・ハモンド、プロ野球選手

### 5月
- 5月1日 - アントニオ・アルベルト・バストス・ピンパレル、サッカー選手
- 5月1日 - ダリヨ・スルナ、サッカー選手
- 5月3日 - ニック・スタビノア、プロ野球選手
- 5月3日 - ボブ・マクローリー、プロ野球選手
- 5月5日 - アガスティン・ムリーヨ、プロ野球選手
- 5月6日 - ジェイソン・ウィッテン、アメリカンフットボール選手
- 5月7日 - ルイス・ヒメネス、プロ野球選手
- 5月8日 - エイドリアン・ゴンザレス、メジャーリーガー
- 5月8日 - ブアカーオ・ポー.プラムック、ムエタイ選手
- 5月11日 - コリー・モンティス、俳優、歌手（+ 2013年）
- 5月11日 - ジョナサン・ジャクソン、俳優
- 5月12日 - ジェイミー・デントナ、プロ野球選手
- 5月15日 - 藤原竜也、俳優
- 5月15日 - ベロニカ・キャンベル＝ブラウン、陸上競技選手
- 5月15日 - ラファエル・ペレス、メジャーリーガー
- 5月17日 - トニー・パーカー、バスケットボール選手
- 5月17日 - ニック・マセット、メジャーリーガー
- 5月20日 - ペトル・チェフ、サッカー選手
- 5月21日 - 飯伏幸太、プロレスラー
- 5月21日 - エド・ルーカス、メジャーリーガー
- 5月21日 - 沖本摩幸、プロレスラー
- 5月22日 - アドルフォ・リベラ、野球選手
- 5月22日 - アポロ・アントン・オーノ、ショートトラックスピードスケート選手
- 5月24日 - 呉偲佑、プロ野球選手
- 5月25日 - ブラッド・スナイダー、プロ野球選手
- 5月25日 - 宮本裕向、プロレスラー
- 5月25日 - YOSHI-HASHI、プロレスラー
- 5月28日 - アレクシス・キャンデラリオ、プロ野球選手
- 5月29日 - 金泰均、プロ野球選手

### 6月
- 6月1日 - ジュスティーヌ・エナン、テニス選手
- 6月3日 - エレーナ・イシンバエワ、陸上競技選手
- 6月4日 - アベル・キルイ、陸上競技選手
- 6月5日 - ユ・インナ、女優
- 6月8日 - ケディ、タレント
- 6月8日 - ジョシュ・ペンス、俳優
- 6月10日 - タラ・リピンスキー、フィギュアスケート選手
- 6月10日 - マデレーン、スウェーデン王女
- 6月11日 - ダイアナ・トーラジ、バスケットボール選手
- 6月11日 - ボビー・ケッペル、プロ野球選手
- 6月12日 - 杉原杏璃、グラビアアイドル・タレント
- 6月13日 - 鬼嵐力、大相撲力士
- 6月13日 - ケネニサ・ベケレ、陸上競技選手
- 6月14日 - ラン・ラン、ピアニスト
- 6月15日 - クレイトン・ハミルトン、プロ野球選手
- 6月18日 - マルコ・ボリエッロ、サッカー選手
- 6月19日 - クリス・バーミューレン、MotoGPレーサー
- 6月21日 - 李大浩、野球選手
- 6月21日 - ウィリアム皇太子、イギリス王チャールズ3世の長男
- 6月21日 - ロマン・アダモフ、サッカー選手
- 6月22日 - イアン・キンズラー、メジャーリーガー
- 6月22日 - 内藤哲也、プロレスラー
- 6月25日 - ピ、歌手
- 6月26日 - 塩地美澄、フリーアナウンサー、グラビアアイドル
- 6月30日 - ジャ・ジャ、歌手

### 7月
- 7月3日 - 吉田隆司、プロレスラー
- 7月5日 - アルベルト・ジラルディーノ、サッカー選手
- 7月5日 - フィリップ・ジルベール、自転車ロードレース選手
- 7月8日 - レニエル・ピント、プロ野球選手
- 7月9日 - 山本左近、レーシングドライバー
- 7月11日 - ジェフ・コブ、元オリンピック選手、プロレスラー
- 7月12日 - アントニオ・カッサーノ、サッカー選手
- 7月13日 - 秋信守、プロ野球選手
- 7月13日 - ヤディアー・モリーナ、メジャーリーガー
- 7月14日 - エンリケ・ゴンザレス、プロ野球選手
- 7月15日 - 呉昇桓、プロ野球選手
- 7月15日 - パク・ウニョン、KBSアナウンサー
- 7月16日 - スティーブン・フッカー、陸上競技選手
- 7月19日 - フィル・コーク、メジャーリーガー
- 7月20日 - ジェイク・フォックス、プロ野球選手
- 7月21日 - 小林麻央、フリーアナウンサー（+ 2017年）
- 7月22日 - 上野由岐子、ソフトボール選手
- 7月22日 - トリスタン・クロフォード、野球選手
- 7月23日 - トム・マイソン、俳優
- 7月23日 - ポール・ウェズレイ、俳優
- 7月24日 - アンナ・パキン、女優
- 7月24日 - デビッド・ペイン、陸上競技選手
- 7月29日 - アリソン・マック、女優
- 7月30日 - イヴォンヌ・ストラホフスキー、女優
- 7月30日 - 古閑美保、プロゴルファー
- 7月30日 - マーティン・スター、俳優

### 8月
- 8月2日 - エルデル・ポスティガ、サッカー選手
- 8月2日 - グレイディ・サイズモア、メジャーリーガー
- 8月4日 - ジョシュ・レニキー、メジャーリーガー
- 8月4日 - 内川聖一、プロ野球選手
- 8月6日 - ケビン・ヴァン・デル・ペレン、フィギュアスケート選手
- 8月6日 - ジャスティン・ジャマーノ、プロ野球選手
- 8月6日 - ロモーラ・ガライ、女優
- 8月8日 - ファハド・ファーシル、俳優
- 8月8日 - ロス・オーレンドルフ、メジャーリーガー
- 8月9日 - タイソン・ゲイ、陸上競技選手
- 8月13日 - シャーニー・デービス、ショートトラック、スピードスケート選手
- 8月13日 - セバスチャン・スタン、俳優
- 8月17日 - フィル・ジャギエルカ、サッカー選手
- 8月20日 - エンジェルベルト・ソト、プロ野球選手
- 8月20日 - ジョシュア・ケネディ、サッカー選手
- 8月21日 - 大前茜、声優
- 8月23日 - ナタリー・コーグリン、競泳選手
- 8月24日 - キム・シェルストレーム、サッカー選手
- 8月24日 - ジョゼ・ボシングワ、サッカー選手
- 8月27日 - 山下穂尊、歌手（いきものがかり）
- 8月28日 - 石垣佑磨、俳優、タレント
- 8月28日 - カルロス・クエンティン、メジャーリーガー
- 8月28日 - ティアゴ・モッタ、サッカー選手
- 8月28日 - 山口将司、俳優
- 8月30日 - アンディ・ロディック、テニス選手
- 8月31日 - ペペ・レイナ、サッカー選手

### 9月
- 9月1日 - ジェフリー・バトル、フィギュアスケート選手
- 9月2日 - ジョーイ・バートン、サッカー選手
- 9月3日 - サラ・バーク、女子スノーボーダー（+ 2012年）
- 9月3日 - 藤村歩、声優
- 9月5日 - 王心凌（シンディー・ワン）、台湾のアイドル歌手
- 9月7日 - 白石涼子、声優
- 9月12日 - マリア・テレサ・ガウ、女優、タレント
- 9月13日 - ネネイ、バスケットボール選手
- 9月15日 - エジミウソン・ドス・サントス・シルバ、サッカー選手
- 9月16日 - クリス・カーター、プロ野球選手
- 9月16日 - レオン・ブリットン、サッカー選手
- 9月19日 - エドゥアルド・カルヴァーリョ、サッカー選手
- 9月20日 - 賈曉晨、歌手、女優
- 9月22日 - ビリー・パイパー、歌手、女優
- 9月22日 - マールテン・ステケレンブルフ、サッカー選手
- 9月24日 - ポール・ハム、体操競技選手
- 9月25日 - ヒョンビン、俳優
- 9月27日 - リル・ウェイン、ラッパー

### 10月
- 10月1日 - KAZMA SAKAMOTO、プロレスラー
- 10月4日 - カルロス・マーモル、メジャーリーガー
- 10月4日 - ジェレッド・ウィーバー、メジャーリーガー
- 10月4日 - トニー・グウィン・ジュニア、メジャーリーガー
- 10月7日 - ジャーメイン・デフォー、サッカー選手
- 10月7日 - ユンディ・リ、ピアニスト
- 10月10日 - タチアナ・フィロワ、陸上競技選手
- 10月11日 - ジェラルド・ダルマナン、フランスの政治家
- 10月12日 - ケーシー・マギー、プロ野球選手
- 10月13日 - イアン・ソープ、競泳選手
- 10月14日 - カルロス・マーモル、メジャーリーガー
- 10月15日 - タマ・トンガ、プロレスラー
- 10月15日 - 真木よう子、女優
- 10月16日 - キム・アジュン、女優
- 10月16日 - パトリシア・ホール、陸上競技選手
- 10月18日 - 森泉、ファッションモデル
- 10月18日 - ロス・ウルフ、メジャーリーガー
- 10月20日 - ケイティー・フェザーストン、女優
- 10月22日 - ヒース・ミラー、アメリカンフットボール選手
- 10月22日 - ロビンソン・カノ、メジャーリーガー
- 10月24日 - ドリュー・トゥサント、プロ野球選手
- 10月26日 - ニコラ・アダムズ、ボクシング選手
- 10月27日 - カ・エラン、KBSアナウンサー
- 10月27日 - ジェッシー・マタドール、歌手
- 10月27日 - 塚本高史、俳優
- 10月28日 - アンソニー・レルー、プロ野球選手
- 10月28日 - 倉木麻衣、歌手
- 10月28日 - マット・スミス、俳優
- 10月28日 - ジェレミー・ボンダーマン、メジャーリーガー
- 10月29日 - ウィル・ベナブル、メジャーリーガー
- 10月29日 - 林依晨、女優、歌手
- 10月30日 - アンダーソン・エルナンデス、プロ野球選手
- 10月31日 - 岡林裕二、プロレスラー

### 11月
- 11月1日 - 全美貞、プロゴルファー
- 11月2日 - 深田恭子、女優
- 11月2日 - ユネル・エスコバー、メジャーリーガー
- 11月3日 - エフゲニー・プルシェンコ、フィギュアスケート選手
- 11月3日 - ちすん、女優
- 11月4日 - エバン・マクレーン、プロ野球選手
- 11月4日 - トラビス・ブラックリー、プロ野球選手
- 11月5日 - ハン・ジミン、女優
- 11月5日 - ブライアン・ラヘア、プロ野球選手
- 11月9日 - アンディ・サワー、シュートボクサー
- 11月10日 - 浦田直也、歌手、タレント、元AAA
- 11月12日 - アン・ハサウェイ、女優
- 11月13日 - 倖田來未、歌手
- 11月13日 - ネルソン・パヤノ、プロ野球選手
- 11月14日 - アンヘル・カストロ、メジャーリーガー
- 11月14日 - 倪福徳、野球選手
- 11月16日 - アマーレ・スタウダマイアー、NBAプロバスケットボール選手
- 11月18日 - ブレント・リーチ、プロ野球選手
- 11月21日 - 鷹木信悟、プロレスラー
- 11月22日 - スティーヴ・アンジェロ、DJ、レコードプロデューサー、リミキサー
- 11月22日 - 天道清貴、歌手
- 11月23日 - アサファ・パウエル、陸上競技選手
- 11月25日 - ミンナ・カウッピ、オリエンテーリング選手
- 11月27日 - アレクサンドル・ケルジャコフ、サッカー選手

### 12月
- 12月1日 - 三遊亭わん丈、落語家
- 12月3日 - アレクサンダー、ファッションモデル
- 12月3日 - マイケル・エッシェン、サッカー選手
- 12月3日 - マニー・コーパス、メキシカンリーガー
- 12月6日 - アルベルト・コンタドール、自転車競技ロードレース選手
- 12月8日 - 後藤輝樹、政治活動家、音楽家、YouTuber
- 12月8日 - ハミト・アルトゥントップ、サッカー選手
- 12月8日 - ハリル・アルトゥントップ、サッカー選手
- 12月12日 - アービン・サンタナ、メジャーリーガー
- 12月12日 - 加藤あい、女優、タレント
- 12月13日 - 永山瑛太、俳優
- 12月13日 - リッキー・ノラスコ、メジャーリーガー
- 12月14日 - ジョシュ・フィールズ、プロ野球選手
- 12月17日 - ジョシュ・バーフィールド、メジャーリーガー
- 12月17日 - 水野良樹、歌手（いきものがかり）
- 12月20日 - デビッド・ライト、メジャーリーガー
- 12月21日 - フィリップ・ハンバー、プロ野球選手
- 12月24日 - 相葉雅紀、歌手、俳優、タレント、嵐
- 12月26日 - アクセル・ルンド・スヴィンダル、アルペンスキー選手
- 12月26日 - 小栗旬、俳優、声優
- 12月27日 - クリス・ジメネス、メジャーリーガー
- 12月27日 - マイケル・ボーン、メジャーリーガー
- 12月29日 - アリソン・ブリー、女優
- 12月31日 - ロナルド・ベリサリオ、メジャーリーガー

## ノーベル賞
- 物理学賞 - ケネス・ウィルソン（アメリカ）
- 化学賞 - アーロン・クルーグ（イギリス）
- 生理学・医学賞 - スネ・ベリストローム（スウェーデン）、ベンクト・サミュエルソン（スウェーデン）、ジョン・ベーン（イギリス）
- 文学賞 - ガブリエル・ガルシア＝マルケス（コロンビア）
- 平和賞 - アルバ・ライマル・ミュルダール（スウェーデン）、アルフォンソ・ガルシア・ロブレス（メキシコ）
- 経済学賞 - ジョージ・スティグラー（アメリカ）